# Walter Frederick Walker
Walter Frederick Walker (Ponta Delgada, 21 de janeiro de 1846 — Broadstairs (Isle of Thanet, Kent), 17 de janeiro de 1924) foi um comerciante britânico, ligado ao comércio entre a praça de Londres e os Açores, autor de uma descrição deste arquipélago publicada em Londres no ano de 1886. Walker foi sócio da Royal Geographical Society (desde 1874), da Society of Biblical Archæology (desde 1882), da Royal Society of Arts e da Sociedade de Geografia de Lisboa.

## Biografia
Nasceu na cidade de Ponta Delgada, na ilha de São Miguel, filho do cirurgião britânico Sanderson Walker (1790-1860), com clínica estabelecida naquela cidade desde pelo menos 1820, e de sua esposa Emma Henrietta Walker (1806-1851), em solteira Popplewell, filha de Thomas Popplewell (1764-1830), capitão da Royal Navy.
Fixou-se em Londres, onde casou em Clapham (Londres) no dia 24 de outubro de 1889 com Frances Anne MacDonnell (1862-1943), filha de um advogado londrino, com quem teve os seus dois filhos. Dedicou-se ao comércio em Londres, tendo-se reformado como gerente. Após a aposentação fixou-se na Isle of Thanet, no litoral de Kent, onde faleceu em 1924, com quase 78 anos de idade.
Dedicou-se às questões intelectuais, sendo admitido como sócio de várias instituições culturais, entre as quais a Royal Geographical Society e a Sociedade de Geografia de Lisboa. Publicou a sua mais conhecida obra aos 40 anos de idade, em 1886. A obra intitula-se The Azores or Western Islands: A political, commercial and geographical account, containing what is historically known of these islands, and descriptive of their scenery, inhabitants, and natural productions; having special reference to the eastern group consisting of St. Michael and St. Mary, the Formigas and Dollabaret Rocks; including suggestions to travellers and invalids who may resort to the archipelago in search of health, uma monografia com 335 (+VIII) páginas com uma descrição dos Açores centrada na geografia e antropologia da ilha de São Miguel.
Conhecedor da ilha de São Miguel, onde nascera e crescera, a sua obra mantém-se relevante para o conhecimento antropológico da ilha e da sua economia em meados do século XIX. Apesar de muito citado em trabalhos geográficos, é um autor menos conhecido, apesar de incontornável no estudo dos Açores oitocentistas.
A tradução portuguesa desta obra, da autoria do micaelense João Hickling Anglin (1894-1975) foi publicada sob o título Os Açores ou Ilhas Ocidentais nos números 22 a 26 (1965-1970) da revista Insulana, ocupando na sua totalidade 320 páginas daquele periódico.